# TOLO

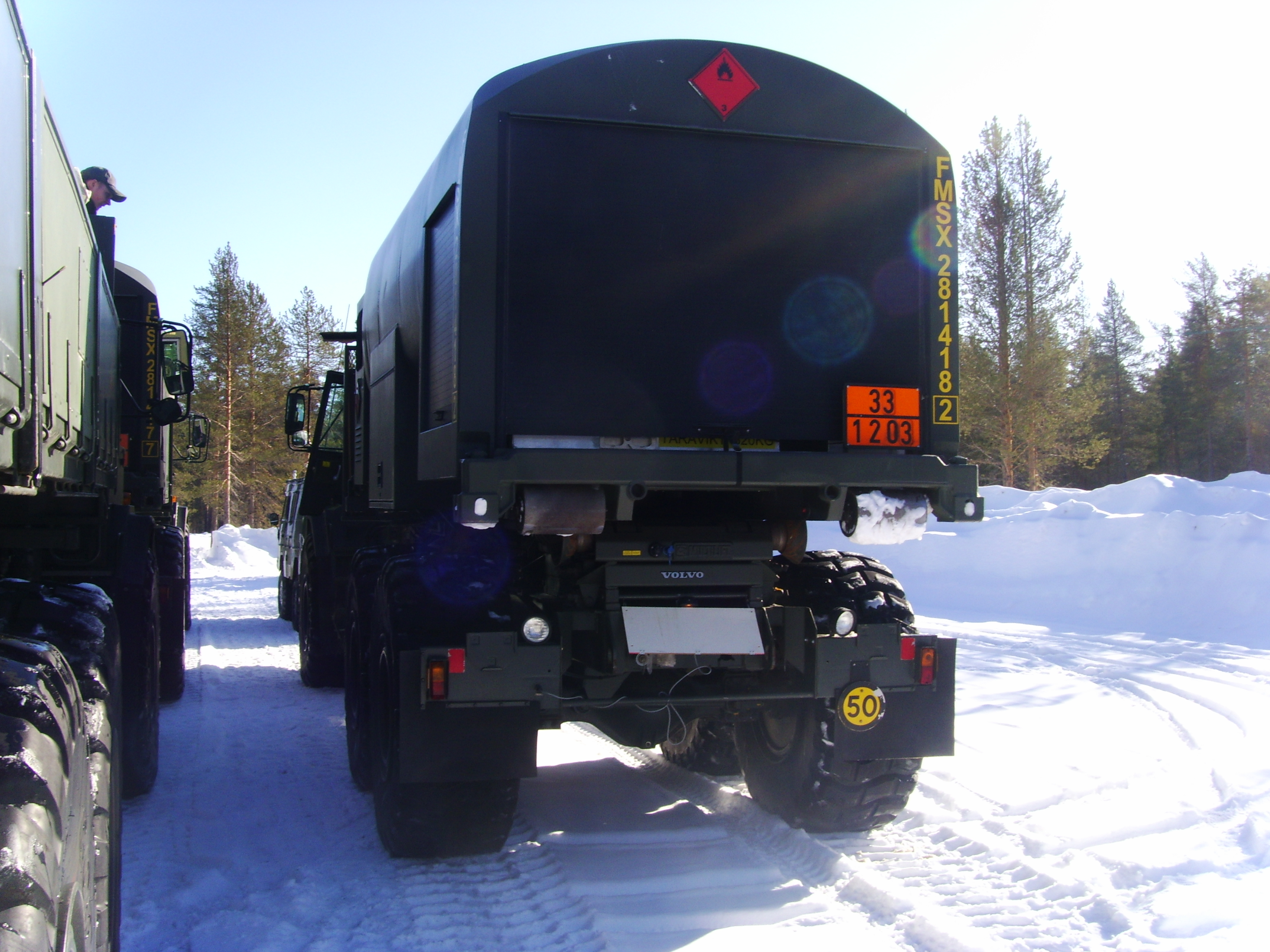
Ett drivmedelsfordon från en TOLO. Till vänster syns även ett fordon med ammunitionsflak.

TOLO, tanknings- och laddningsomgång, är svenska försvarsmaktens namn på de förband som sköter ersättning av ammunition och drivmedel. De brukar oftast vara underställda trossen, eller andra större underhållsförband och verkar mer eller mindre självständigt i svartomgångar. En TOLO är oftast verksam i plutonstorlek indelad i ledningsgrupp, drivmedelsgrupp samt ammunitionsgrupp.
En TOLO brukar även medföra mat och vatten för ett par dygn. Oftast brukar det lämnas kvar en ammunitions- och drivmedelsgrupp för det egna förbandets behov i en vitomgång, när övriga grupper ersätter stridsförbanden. En TOLO utan ammunitionsgrupp brukar kallas för "TULO" (tankning utan laddningsomgång).
Plutonen leds i fredstid av en taktisk officer av fänriks eller löjtnants grad, med en utbildning inom underhåll/logistik samt en specialistofficer med inriktning mot försörjning - mark. Det krävs även att soldaterna inom plutonen har utbildning på ADR.
En TOLO kan användas till samtliga fordon inom Försvarsmakten, allt från terrängfordon till luftfarkoster.